# Leonardo Agricola
Leonardo Agricola (1480 – 1º maggio 1539) è stato un notaio italiano che servì come cancelliere, nel XVI secolo, il Patriarca di Aquileia Marino Grimani.

## Biografia
Figlio di Gaspare Piccolo, divenne cancelliere del patriarca Marino Grimani. In qualità di rappresentante del patriarcato, svolse importanti missioni diplomatiche, la più significativa delle quali lo portò alla corte di re Ferdinando d'Asburgo ad Augusta.
Dopo la sua morte la famiglia Agricola consolidò la propria presenza nel Friuli centrale grazie al matrimonio del fratello Girolamo con Isabella Parmense di Risano, un'unione che contribuì all'espansione del patrimonio fondiario familiare. Nei secoli successivi, la famiglia Agricola si integrò nell'élite locale, ottenendo l'aggregazione al consiglio nobiliare cittadino e intrecciando legami con importanti casate nobiliari. Questa ascesa sociale permise ai suoi membri di distinguersi nelle carriere istituzionali ed ecclesiastiche.